# サンジルシ醸造
サンジルシ醸造株式会社（サンジルシじょうぞう）は、三重県桑名市明正通1-572-1に本社・工場を置く日本の食品メーカー。
2005年（平成17年）11月1日付でヤマサ醤油株式会社の完全子会社となった。
味噌・醤油の製造・販売を行っており、「豆味噌」（赤だし）と「たまり醤油」が主力商品となっている。
「一、二、三のサンジルシ」というキャッチフレーズを持つ。
社名の由来は、木曾三川（木曽川・長良川・揖斐川）にちなんだもの。

## 歴史・概要
桑名藩の御用商人として木曾三川（木曽川・長良川・揖斐川）の元締めとして、「湊屋」の屋号で回漕問屋を営み、その3つの川の流れを取り入れた旗印が「サンジルシ」の屋号の始まりである。
しかし、陸上交通の発展に伴って水上交通の仕事が減少し始めたことから、桑名の温暖湿潤な気候と木曾三川の水を活かして1804年（文化元年）に桑名藩の藩命により味噌醬油の醸造を始めた。
軍の指定を受けて「乾燥味噌」などを納入して業績を拡大したが、1945年（昭和20年）に第2次世界大戦の戦禍に遭って工場の主要設備を喪失した。
1951年（昭和26年）4月11日に「株式会社佐藤信之助商店」を設立して法人化し、1963年（昭和38年）3月11日に「（初代）サンジルシ醸造株式会社」に社名を変更した。
この間の1958年（昭和33年）6月に関連企業として「株式会社主婦の店四日市店」（後の一号舘）を設立し、同年9月6日に「主婦の店四日市店」として三重県下初のスーパーマーケットを開いている。
1966年（昭和41年）に本社を桑名市明正通1-572-1に移転して近代化した新工場を建設した。
1969年（昭和44年）に三重県の味噌醸造15業者が企業合同するために当社に出資して生産を当社に集約し、同年に酒類卸事業へ参入した。
第2次世界大戦後は通常の醤油に水あめやカラメルなどを混ぜ合わせたものを「たまり醤油」として販売していたが、1975年（昭和50年）から水飴やカラメルを入れない本来の「たまり醤油」の販売を他社に先駆けて復活させた。
ところが、従来の水飴やカラメルの入ったドロドロしたものを「たまり醤油」と思い込んでいた消費者に当初は理解されず、「たまり醤油」の売上が一時は半減する事態に陥った。
しかし、粘り強く販売を続けて消費者の理解が進んだことから、売上は2年ほどで回復し、競合他社も本来の「たまり醤油」を販売して追随するようになった。
1976年（昭和51年）4月に東洋紡績桑名工場跡地約約33,000m2を買収し、原料加工や麴製造から一貫生産する味噌工場を建設して味噌の生産能力を2倍に増強した。
1978年（昭和53年）にたまり醬油の販売を目的としてアメリカ・バージニア州リッチモンド市に現地法人の「サン・ジェイ・インターナショナル」を設立月、1985年（昭和60年）にはカリフォルニア州サンフランシスコに支店を開設した。
1987年（昭和62年）9月にバージニア州リッチモンドにたまり製造工場を開設して生産を開始し、1988年（昭和63年）に全米への出荷を開始した。
2005年（平成17年）11月1日付で当社の営業権をヤマサ醤油の子会社の「サンジルシフーズ」に譲渡し、同社が「（2代目）サンジルシ醸造株式会社」に社名を変更した。
これに伴って、当社の米国法人「サン・ジェイ・インターナショナル」もヤマサ醤油の子会社となった。
2022年（令和4年）4月に受注・決済・物流などの営業業務を親会社のヤマサ醬油に統合し、当社は製造・開発・マーケティングに特化することになった。

## 年表
- 1804年（文化元年） - 桑名藩の藩命により味噌醬油の醸造を開始[1]。
- 1951年（昭和26年）4月11日 - 「株式会社佐藤信之助商店」を設立して法人化[2]。
- 1958年（昭和33年）
  - 6月[7] - 関連企業として[8]「株式会社主婦の店四日市店」（後の一号舘）を設立[7]。
  - 9月6日[9] - 「主婦の店四日市店」として[7]三重県下初のスーパーマーケットを開業[10]。
- 1963年（昭和38年）3月11日 - 「（初代）サンジルシ醸造株式会社」に社名を変更[2]。
- 1966年（昭和41年） - 本社を桑名市明正通1-572-1に移転して近代化した新工場を建設[1]。
- 1969年（昭和44年）
  - 三重県の味噌醸造15業者が企業合同するために当社に出資して生産を当社に集約[6]。
  - 酒類卸事業へ参入[11]。
- 1978年（昭和53年） - アメリカ・バージニア州リッチモンド市に[14]現地法人「サン・ジェイ・インターナショナル」を設立してたまり醬油の販売を開始[15]。
- 1985年（昭和60年） - カリフォルニア州サンフランシスコに支店を開設[14]。
- 1987年（昭和62年）9月[16] - バージニア州リッチモンドに工場を開設して、たまり醤油の現地生産を開始[14]。
- 1988年（昭和63年） - 全米への出荷を開始[14]。
- 1990年（平成2年）10月 - 「サンジェー・オート」がBMW代理店として営業を開始[18]。
- 2004年（平成16年） - 酒類卸売部門を営業譲渡する。[要出典]
- 2005年（平成17年）11月1日 - 、ヤマサ醤油が出資する新会社（サンジルシフーズ）に事業を譲渡、社名を（2代目）サンジルシ醸造とする[3]。旧・サンジルシ醸造はジェイエス興産に社名変更して同月30日の臨時株主総会で解散を決議。[要出典]
- 2006年（平成18年）2月6日 - ジェイエス興産が特別清算を申請。負債約70億円。[要出典]
- 2022年（令和4年）4月 - 受注・決済・物流などの営業業務を親会社のヤマサ醬油に統合し、製造・開発・マーケティングに特化[17]。

## 事業所
本社・工場
三重県桑名市明正通1-572-1

## 主な商品
豆味噌
- 料亭赤だし - 第40回全国味噌鑑評会で農林水産大臣賞を受賞した[19]主力商品[4]。
  - 特選 料亭赤だし - 1980年（昭和55年）3月10日発売[20]
  - 減塩 特選 料亭赤だし - 2013年（平成25年）8月発売[21]。仕込み段階から減塩して醸造し、「料亭赤だし」から塩分を約30％減らした豆味噌[21]。
- 豆みそ - 第19回全国味噌鑑評会で農林水産大臣賞を受賞した[22]。
  - 料亭合わせ - 米味噌の香りと豆味噌のコクを活かした合わせ味噌[23]。
    - 料亭赤だし・やわらかさん - 2011年（平成23年）2月25日発売[24]。「料亭赤だし」にカツオと昆布のだしを入れて柔らかくして、味噌料理やみそ汁に使いやすくした味噌[24]。
    - 料亭赤だし合わせ・やわらかさん - 2011年（平成23年）2月25日発売[24]。「料亭赤だし」にカツオと昆布のだしを入れて柔らかくして、味噌料理やみそ汁に使いやすくした味噌[24]。

醤油
- 生引たまり - コクと旨みが強く、寿司や刺身用の他、照り焼きなどに使われる[25]。
- 料亭たまり - タンパク質の多い丸大豆だけで醸造するため、濃厚な旨みを持つ「たまり醤油」[26]。
- 丸大豆しょうゆ
- 特選 本醸造しょうゆ - 第20回全国醤油品評会で食糧庁長官賞を受賞した[27]。
- 本醸造うすくちしょうゆ - 第23回全国醤油品評会で日本醤油協会会長賞を受賞した[28]。
- 特選しょうゆ - 第23回全国醤油品評会で日本醤油協会会長賞を受賞した[28]。

調味料
- 特選白だし - 1980年代前半から販売しているロングセラーで、1990年代半ばには業界2位の人気商品とされていた[29]。
- 和風ステーキソース
- 味噌ジュレ - 2012年（平成24年）2月27日発売[30]。
- お料理みそ・料亭赤だし - 2006年（平成18年）2月20日発売[31]。「料亭赤だし」にたまり醤油や本みりんなどを配合し、料理味噌として使えるようにした調味料[31]。

即席味噌汁
- 即席料亭赤だし・合わせ - 2011年（平成23年）8月22日発売[32]。「料亭赤だし」の即席味噌汁版で袋入りとカップ入りがある[32]。